# 157541 Wachter
157541 Wachter è un asteroide della fascia principale. Scoperto nel 2005, presenta un'orbita caratterizzata da un semiasse maggiore pari a 2,2960805 UA e da un'eccentricità di 0,0371037, inclinata di 6,31051° rispetto all'eclittica.